# Xylocopa mirabilis
Xylocopa mirabilis är en biart som beskrevs av Hurd och Jesus Santiago Moure 1963. Xylocopa mirabilis ingår i släktet snickarbin, och familjen långtungebin. Inga underarter finns listade i Catalogue of Life.